# Pico Ceniza
El Topo Ceniza (10°23′00″N 67°27′00″O / 10.383333, -67.45) es una formación de montaña, una de las de mayor elevación del Municipio Mariño en el Estado Aragua, ubicada al Norte entre Turmero y Maracay, Venezuela.

## Ubicación
El Topo Ceniza es parte del límite noroeste del Municipio Mariño y el punto intermedio entre la ciudad de Turmero y la playa de Chuao. Colinda hacia el Este con los prominentes Pico La Negra, Pico El Cenizo y el Pico Codazzi en dirección hacia la Colonia Tovar. Hacia el Oeste se encuentran el Pico Cambural, la fila Cola de Caballo y la fila Palmarito. Hacia el Norte se continúa con el parque nacional Henri Pittier hasta la población de Cepe y la bahía de Chuao.